# Narodni park Mount Kenya
Narodni park Mount Kenya je bil ustanovljen leta 1949 za zaščito gore Mount Kenya, divjih živali in okoliškega okolja, ki tvori habitat za divje živali, ter deluje kot območje za zajemanje vode za oskrbo Kenije z vodo.

## Zgodovina
Sprva je bil gozdni rezervat, nato pa je bil razglašen za narodni park. Trenutno je narodni park obkrožen z gozdnim rezervatom. Aprila 1978 je bilo območje razglašeno za Unescov biosferni rezervat. Skupaj sta nacionalni park in gozdni rezervat leta 1997 postala Unescova svetovna dediščina.
Kenijska vlada je imela štiri razloge za ustanovitev narodnega parka na Mount Kenyi in njeni okolici. To je bil pomen turizma za lokalno in nacionalno gospodarstvo, za ohranitev območja velike lepote, za ohranjanje biotske raznovrstnosti v parku in za ohranjanje vodnega zajetja za okolico.

## Območje
Narodni park ima površino 715 kvadratnih kilometrov, od katerih je večina nad 3000 m. Gozdni rezervat ima površino 705 kvadratnih kilometrov. Skupno je območje Unescove svetovne dediščine 1420 kvadratnih kilometrov.
Vulkanske usedline v tleh okolice in ogromna količina sladke vode, ki se spušča po pobočjih, naredijo območje še posebej ugodno za kmetijstvo.

## Živalstvo
Majhen del meja tega parka v bližini velike populacije ima elektrificirano ograjo, da slonom preprečijo dostop do okoliških kmetij. Na nižjih nadmorskih višinah prevladujejo črno-beli brezpalčniki (colobus polykomos) in druge opice ter kafrski bivoli (Syncerus caffer). Leta 1993 je bil v bližini gore ustreljen ogromen levji samec, ki je tehtal 272 kg.